# Knut Hesterberg
Knut Hesterberg (* 1941 in Lörrach; † 2016) war ein deutscher Bildhauer und Möbeldesigner.

## Leben
Knut Hesterberg wuchs als Sohn des Gießereimeisters Werner Hesterberg in Maulburg auf. Nach seinem Abitur machte er zunächst eine Lehre in der elterlichen Metallgießerei und besuchte danach die Kunstgewerbeschule Basel. Er war Schüler des Architekten und Künstlers Max Bill; ab 1965 war er Schüler und Mitarbeiter der Bildhauerin Mary Vieira (São Paulo). Beide hatten richtungsweisenden Einfluss auf sein künstlerisches Schaffen. Zwei Jahre später gründete er das Atelier für freie und angewandte Form in Maulburg. Seine zahlreichen Ausstellungen führten ihn unter anderem nach Basel, München und Mailand. 1984 zog der Künstler in die Provence.
Seine konstruktivistischen Skulpturen stehen oder standen unter anderem in öffentlichen Gebäuden und auf Plätzen in Lörrach, Schopfheim, Steinen und Maulburg. Sein Möbeldesign für skulpturale Couchtische (vielfach aus Stahl, Aluminium und Glas) und Sessel im Stil des Mid-century modern wurde von bekannten Herstellern in Lizenz genommen, insbesondere von Ronald Schmitt (Eberbach) und in geringerem Umfang von Bacher Tische (Renningen bei Stuttgart).
Der Künstler realisierte seine intuitiven Vorstellungen in plastischen Darstellungen, in kompakten Körpern oder auch in rhythmisch drehenden Flächen. In vielen seiner Werke sah Hesterberg die Statik als „Momentphase der Dynamik“. Veränderungen wollte er als „Funktion des Dauerns“ verstanden wissen; „solange sich etwas bewegt, dauert es an und existiert weiter, eine ‚additive Entwicklung‘ eben“. Hesterberg wollte in seinen Werken „extreme, strukturelle Einfachheit“ zum Ausdruck bringen. Vom Betrachter erwartete er „nicht bloßes Staunen, sondern bewusstes Beobachten und damit Erkennen“.

## Werke (Auswahl)
- Couchtisch Propeller K9, 1964 bis 1967
- Couchtisch Schlangentisch, 1970
- Couchtisch Diamond
- Sessel, 1970 bis 1979
- Kerzenständer, 1970er Jahre
- Großplastik Additive Entwicklung, im Volksmund Korkenzieher, Schopfheim 1981
- Plastik Kinetisches Objekt, 1986

## Veröffentlichungen
- Knut Hesterberg (Verfasser), Carlo Belloli (Hrsg.): Skulptur + Design. Kunstverein Kirchzarten, Freiburg. ISBN 978-3-906430-50-8, W. Jäggi, Basel 1983, 94 S.

## Rezeption
Die Zeitschrift Der Literat schrieb 1977: „Die Skulpturen von Knut Hesterberg […] bestechen durch ihre präzise Ästhetik. Schönheit der Bewegung, Harmonie von innen und außen sind ideal auf die kühle Ausstrahlung des verwendeten Aluminiums abgestimmt. Die Werke bleiben stille Symbole eines zeitlosen Zustandes.“